# Vol United Express 2415
Le vol United Express 2415 est un vol intérieur régulier, opéré par North Pacific Airlines (en) pour le compte de United Express, reliant Seattle à Pasco, dans l'État de Washington. Le 26 décembre 1989, le British Aerospace Jetstream 31 assurant ce vol s'est écrasé alors qu'il tentait d'atterrir à l'aéroport de Tri-Cities (en), tuant les 2 pilotes et les 4 passagers présents à bord.

## Appareil et équipage
La nuit de l'accident, le vol 2415 était opéré à l'aide d'un bi-turbopropulseur de type British Aerospace Jetstream 31, immatriculé N410UE. L'avion avait été fabriqué deux ans auparavant, en octobre 1987, et il cumulé environ 4 972 heures de vol au moment de l'accident. L'avion n'était pas équipé de l'avertisseur de proximité du sol (GPWS) et ne disposait ni d'enregistreur phonique, ni d'enregistreur de paramètres de vol.
Le commandant était Barry Roberts, 38 ans. Il totalisait 6 600 heures de vol, dont 670 heures sur Jetstream 31. Le copilote était Douglas McInroe, 25 ans, qui totalisait 2 792 heures de vol, dont 213 sur Jetstream 31.

## Accident
Le vol 2415 a décollé de Seattle pour un vol vers Pasco, avec une escale à Yakima. En volant vers Yakima, l'appareil a rencontré des conditions de givrage. Après un atterrissage sans aucun problème signalé, le copilote, avec l'aide d'un autre pilote de la compagnie, ont retiré la glace accumulé sur les ailes. L'agent de la compagnie à Yakima a demandé au commandant s'il voulait procédé au dégivrage de l'avion, ou seulement de l'empennage, puisque les deux pilotes venaient juste d'enlever la glace des ailes. Le capitaine a décliné les deux offres.
L'avion a redécollé à 22 h 3 en utilisant la piste 27. Comme la tour de l'aéroport de Tri-Cities (en) fermait à 22 h 30, le contrôle aérien de Seattle a autorisé le vol pour une approche ILS sur la piste 21R. 
À 22 h 30, le contrôleur à observé l'appareil descendre rapidement d'une altitude supérieure à la normale pour l'approche finale. L'avion a soudainement piqué du nez et s'est écrasé 120 m avant le seuil de la piste 21R. Le contrôleur a alerté les équipes d'intervention d'urgence, qui sont arrivées sur le site de l'accident quelques minutes plus tard. L'avion a été complètement détruit lors de l'impact avec le sol, les 2 pilotes et les 4 passagers à bord ont tous été tué sur le coup.

## Enquête et cause de l'accident
L'enquête sur l'accident du vol 2415 a été menée par le Conseil national de la sécurité des transports (NTSB) américain. Les enquêteurs ont déterminé que l'avion volait bien au-dessus de la trajectoire de descente requise pour une approche ILS. À partir de la dernière position enregistrée de l'appareil, ils ont aussi déterminé que le vol 2415 a du suivre une pente de descente de 7°, afin de descendre suffisamment rapidement pour atteindre le seuil de la piste 21R. C'est plus de deux fois supérieur à la pente de descente requise pour une approche ILS et a nécessité un taux de descente élevé de 2 000 à 3 000 pieds (610 à 915 m) par minute. 
Les enquêteurs ont également déterminé que de la glace s'est probablement accumulée sur les ailes de l'avion durant le vol, réduisant alors la portance de l'avion et créant un risque plus élevé de décrochage à basse vitesse. Selon les données radar, le vol 2415 a ralenti à 110 nœuds (205 km/h) alors qu'il tentait de descendre vers la piste. La combinaison d'une pente de descente excessivement raide, d'une faible vitesse et du givrage de la cellule de l'avion a probablement entraîné une perte de contrôle à basse altitude de l'avion.
Le 4 novembre 1991, le NTSB a publié son rapport final sur l'accident du vol 2415, qui contenait les conclusions suivantes :

« Le NTSB a déterminé que la cause probable de cet accident était la décision de l'équipage de poursuivre une approche ILS non stabilisée, ce qui a conduit à un décrochage aérodynamique, très probablement du stabilisateur horizontal, et à une perte de contrôle à basse altitude. Le crash a également été causé par les transmissions de vecteurs inappropriés par le contrôleur aérien, qui a positionné l'avion à l'intérieur de la balise de repère extérieure, alors qu'il se trouvait encore bien au-dessus de la pente d'approche. L'accumulation de glace sur la cellule de l'avion a contribué au décrochage et à la perte de contrôle, en dégradant fortement ses performances aérodynamiques lors de l'approche finale. »